# Campionati mondiali di judo 2014
I Campionati mondiali di judo 2014 si sono svolti alla Traktor Ice arena di Čeljabinsk, in Russia, dal 25 al 31 agosto 2014.

## Calendario
| Data      | Orario (UTC-3) | categoria        |
| --------- | -------------- | ---------------- |
| 25 agosto | 11:00          | Uomini –60 kg    |
| 25 agosto | 11:00          | Donne –48 kg     |
| 26 agosto | 11:00          | Uomini –66 kg    |
| 26 agosto | 11:00          | Donne –52 kg     |
| 27 agosto | 11:00          | Uomini –73 kg    |
| 27 agosto | 11:00          | Donne –57 kg     |
| 28 agosto | 11:00          | Uomini –81 kg    |
| 28 agosto | 11:00          | Donne –63 kg     |
| 29 agosto | 11:00          | Uomini –90 kg    |
| 29 agosto | 11:00          | Donne –70 kg     |
| 29 agosto | 11:00          | Donne –78 kg     |
| 30 agosto | 11:00          | Uomini –100 kg   |
| 30 agosto | 11:00          | Uomini +100 kg   |
| 30 agosto | 11:00          | Donne +78 kg     |
| 31 agosto | 10:00          | Uomini a squadre |
| 31 agosto | 10:00          | Donne a squadre  |

## Medagliere
| Posizione | Paese                         | Oro | Argento | Bronzo | Totale |
| --------- | ----------------------------- | --- | ------- | ------ | ------ |
| 1         | Giappone                      | 5   | 2       | 4      | 11     |
| 2         | Francia                       | 3   | 1       | 4      | 8      |
| 4         | Brasile                       | 1   | 1       | 2      | 4      |
| 4         | Cuba                          | 1   | 1       | 2      | 4      |
| 5         | Mongolia                      | 1   | 1       | 0      | 2      |
| 6         | Georgia                       | 1   | 0       | 3      | 4      |
| 7         | Colombia                      | 1   | 0       | 0      | 1      |
| 7         | Rep. Ceca                     | 1   | 0       | 0      | 1      |
| 7         | Grecia                        | 1   | 0       | 0      | 1      |
| 7         | International Judo Federation | 1   | 0       | 0      | 1      |
| 11        | Russia                        | 0   | 3       | 6      | 9      |
| 12        | Argentina                     | 0   | 1       | 0      | 1      |
| 12        | Canada                        | 0   | 1       | 0      | 1      |
| 12        | Ungheria                      | 0   | 1       | 0      | 1      |
| 12        | Israele                       | 0   | 1       | 0      | 1      |
| 12        | Corea del Nord                | 0   | 1       | 0      | 1      |
| 12        | Portogallo                    | 0   | 1       | 0      | 1      |
| 12        | Romania                       | 0   | 1       | 0      | 1      |
| 19        | Germania                      | 0   | 0       | 3      | 3      |
| 20        | Slovenia                      | 0   | 0       | 2      | 2      |
| 20        | Emirati Arabi Uniti           | 0   | 0       | 2      | 2      |
| 21        | Paesi Bassi                   | 0   | 0       | 1      | 1      |
| 21        | Polonia                       | 0   | 0       | 1      | 1      |
| 21        | Ucraina                       | 0   | 0       | 1      | 1      |
| 21        | Stati Uniti                   | 0   | 0       | 1      | 1      |
| Totale    | Totale                        | 16  | 16      | 32     | 64     |

## Risultati

### Uomini
| Evento        | Oro                    | Argento                | Bronzo                                 |
| fino a 60 kg  | Boldbaatar Ganbat      | Beslan Mudranov        | Amiran P'ap'inashvili Naohisa Takato   |
| fino a 66 kg  | Masashi Ebinuma        | Mikhail Pulyaev        | Heorhij Zantaraja Kamal Khan-Magomedov |
| fino a 73 kg  | Riki Nakaya            | Hong Kuk-hyon          | Victor Scvortov Musa Mogushkov         |
| fino a 81 kg  | Avtandil Tchrikishvili | Antoine Valois-Fortier | Loïc Pietri Ivan Nifontov              |
| fino a 90 kg  | Īlias Īliadīs          | Krisztián Tóth         | Varlam Lip'art'eliani Kirill Voprosov  |
| fino a 100 kg | Lukáš Krpalek          | Josè Armenteros        | Ivan Remarenco Karl-Richard Frey       |
| oltre 100 kg  | Teddy Riner            | Ryo Shichinohe         | Renat Saidov Rafael Da Silva           |
| Squadra       | Giappone               | Russia                 | Germania Georgia                       |

### Donne
| Evento       | Oro                 | Argento               | Bronzo                               |
| fino a 48 kg | Ami Kondo           | Paula Pareto          | Amandine Buchard Maria Celia Laborde |
| fino a 52 kg | Majlinda Kelmendi   | Andreea Chițu         | Érika Miranda Natalia Kuziutina      |
| fino a 57 kg | Nae Udaka           | Telma Monteiro        | Sanne Verhagen Automne Pavia         |
| fino a 63 kg | Clarisse Agbegnenou | Yarden Gerbi          | Miku Tashiro Tina Trstenjak          |
| fino a 70 kg | Yuri Alvear         | Karen Nur Ira         | Onix Cortés Katarzyna Kłys           |
| fino a 78 kg | Mayra Aguiar        | Audrey Tcheuméo       | Kayla Harrison Anamari Velenšek      |
| oltre 78 kg  | Idalys Ortiz        | Maria Suelen Altheman | Megumi Tachimoto Émilie Andéol       |
| Squadra      | Francia             | Mongolia              | Germania Giappone                    |